# Домбрувка-Струмяни
Домбрувка-Струмяни (пол. Dąbrówka-Strumiany) — село в Польщі, у гміні Зґеж Зґерського повіту Лодзинського воєводства.
Населення — 452 особи (2011).

## Демографія
Демографічна структура станом на 31 березня 2011 року:
|          | Загалом | Допрацездатний вік | Працездатний вік | Постпрацездатний вік |
| -------- | ------- | ------------------ | ---------------- | -------------------- |
| Чоловіки | 222     | 52                 | 152              | 18                   |
| Жінки    | 230     | 48                 | 137              | 45                   |
| Разом    | 452     | 100                | 289              | 63                   |